# Galen (cráter)

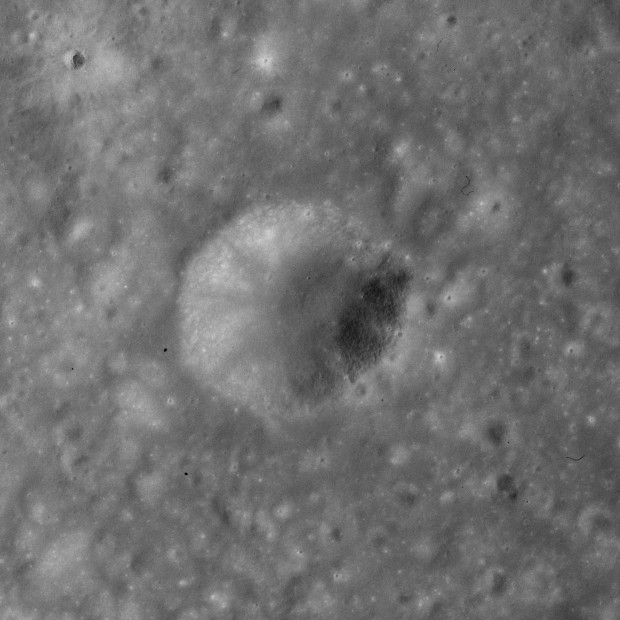
Fotografía de la misión Apolo 15

Galen es un pequeño cráter de impacto lunar que se encuentra en la escarpada región entre los Montes Apenninus al oeste y los Montes Haemus en el este, al sur-sureste del cráter Aratus, una formación un poco más grande. Más hacia el oeste aparece el cráter Conon, cerca de los flancos de los Montes Apeninnus. Galen fue designado previamente Arato A antes de que la UAI le adjudicase su nombre actual.
|  |

Galen es un cráter circular con un interior en forma de cuenco y un borde agudo que no ha sufrido una erosión significativa. La pequeña plataforma interior tiene un albedo inferior al de las paredes circundantes.